# Kenongo (Jabung)
Kenongo is een bestuurslaag in het regentschap Malang van de provincie Oost-Java, Indonesië. Kenongo telt 2575 inwoners (volkstelling 2010).